# Вила Кортезе
Вила Кортезе (итал. Villa Cortese) је насеље у Италији у округу Милано, региону Ломбардија.
Према процени из 2011. у насељу је живело 6145 становника. Насеље се налази на надморској висини од 196 м.

## Становништво
| 1931. | 1936. | 1951. | 1961. | 1971. | 1981. | 1991. | 2001. | 2011. |
| ----- | ----- | ----- | ----- | ----- | ----- | ----- | ----- | ----- |
| 2.164 | 2.251 | 2.250 | 3.609 | 4.352 | 5.195 | 5.765 | 6.113 | 6.150 |